# Alpenwucherblumen
Die Alpenwucherblumen (Leucanthemopsis) sind eine Pflanzengattung in der Familie der Korbblütler (Asteraceae).

## Beschreibung

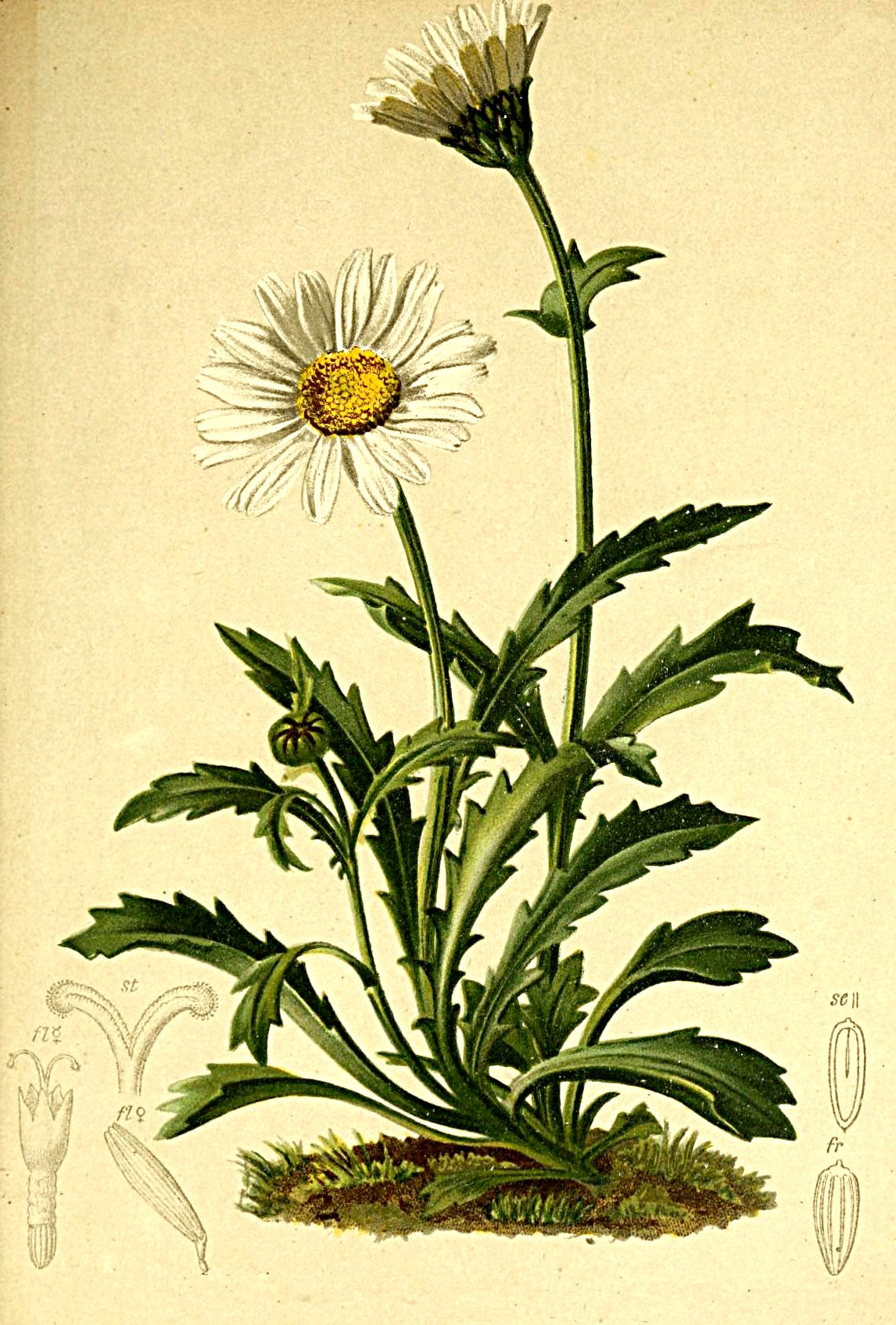
Illustration aus Atlas der Alpenflora der Gewöhnlichen Alpenwucherblume (Leucanthemopsis alpina)

### Vegetative Merkmale
Leucanthemopsis-Arten sind immer ausdauernde krautige Pflanzen, die meist niedrig bleiben; selten erreichen sie Wuchshöhen über 20 Zentimetern. Die oberirdischen Pflanzenteile sind kahl oder behaart. Die Laubblätter sind einfach bis fiederteilig.

### Generative Merkmale
Die körbchenförmigen Blütenstände enthalten weiße oder gelbe, weibliche Zungenblüten und gelbe, zwittrige Röhrenblüten. Die Früchte sind Achänen.

## Systematik

### Taxonomie
Der Name Leucanthemopsis wurde als Untersektion der Tanacetum Sektion Pyrethrum sect Leucanthemopsis Giroux durch Mathilde Giroux erstveröffentlicht. Den Rang einer Gattung Leucanthemopsis (Giroux) Heywood wurde durch Vernon Hilton Heywood veröffentlicht. Weitere Synonyme für die Gattung Leucanthemopsis (Giroux) Heywood sind: Pyrethrum Sektion Leucoglossa DC., Tanacetum Sektion Leucoglossa (DC.) Schultz.-Bip., Pyrethrum Sektion Pyrethrum Willk. ex Willk. & Lange, Pyrethrum Sektion Leucanthemopsis (Giroux) Tzvelev. Typusart der Gattung ist Leucanthemopsis alpina (L.) Heywood.

### Arten und Verbreitung

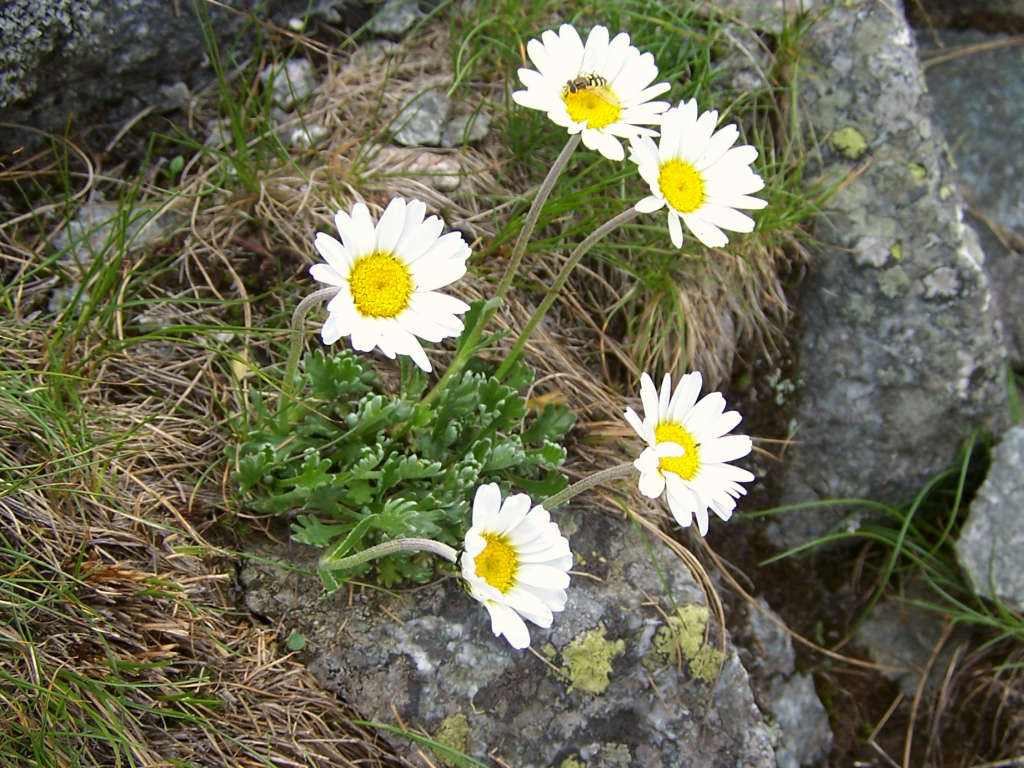
Gewöhnliche Alpenwucherblume (Leucanthemopsis alpina)

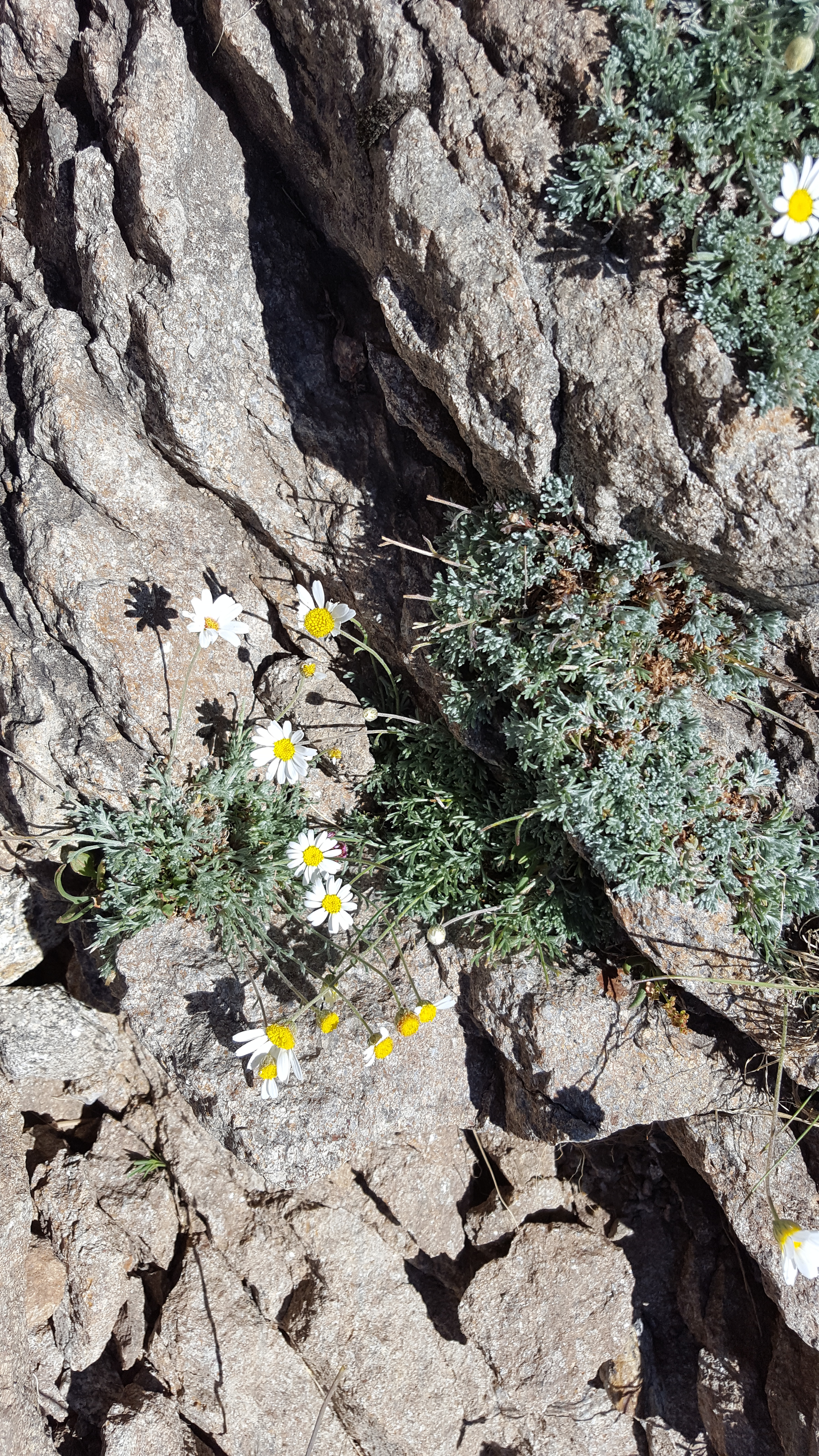
Leucanthemopsis pallida

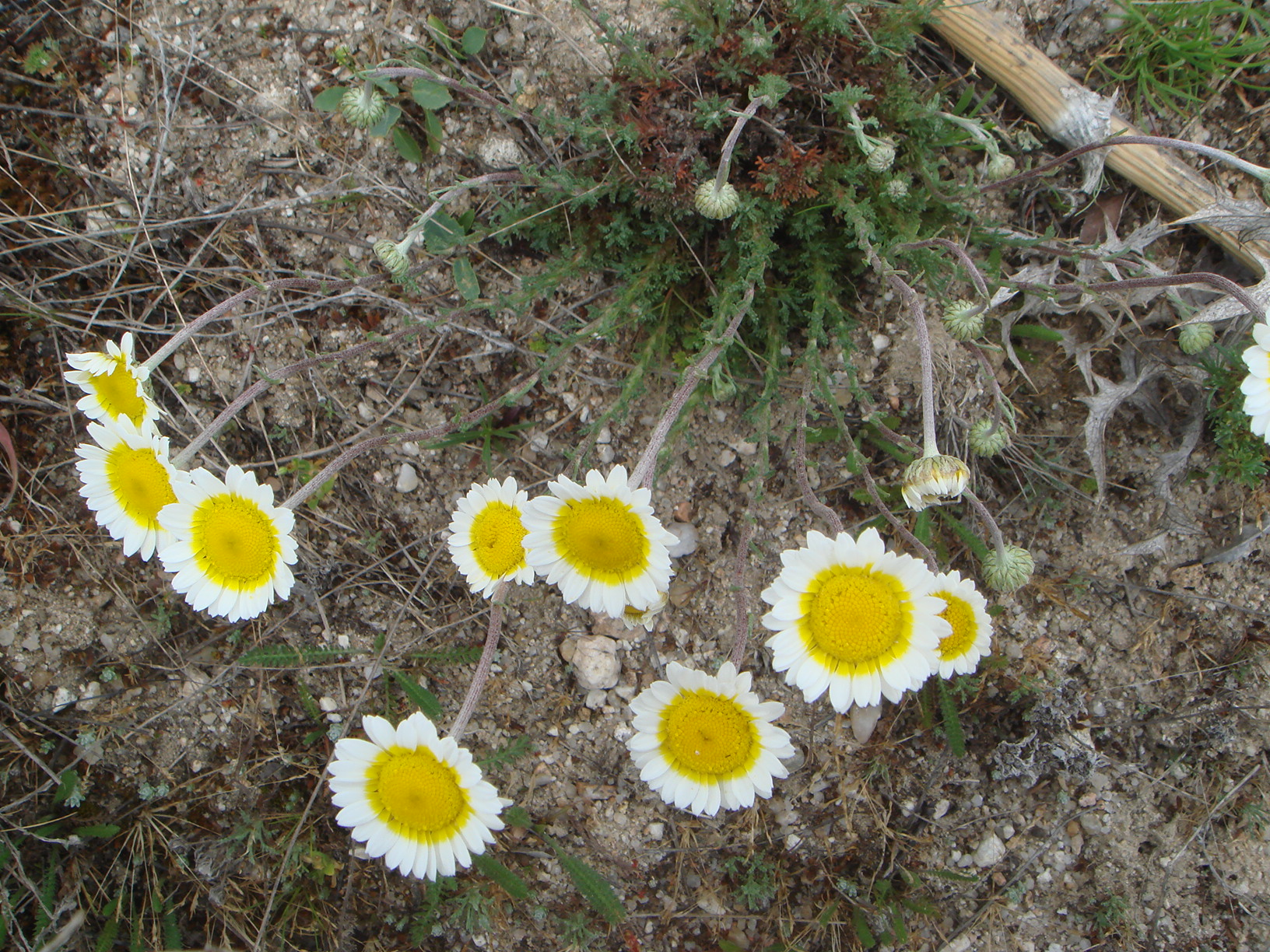
Leucanthemopsis pulverulenta

Die Areale reichen von Europa bis nach Westasien und nach Nordafrika. Man findet sie hauptsächlich in den Gebirgen Europas, von den Karpaten bis ins südliche Spanien. Das Zentrum der Artenvielfalt ist die Iberische Halbinsel.
Es gibt etwa acht Arten in der Gattung Alpenwucherblumen (Leucanthemopsis):
- Gewöhnliche Alpenwucherblume (Leucanthemopsis alpina (L.) Heywood, Syn.: Chrysanthemum alpinum L.): Es gibt einige Unterarten:[1]
  - Leucanthemopsis alpina (L.) Heywood subsp. alpina: Sie kommt von Spanien über Andorra bis Frankreich, die Schweiz und Italien vor. Ein Vorkommen in Österreich gilt als nicht gesichert.[1]
  - Leucanthemopsis alpina subsp. cuneata (Pau) Heywood (Syn.: Leucanthemopsis cuneata (Pau) Holub): Sie kommt nur in Spanien vor.[1]
  - Leucanthemopsis alpina subsp. minima (Vill.) Holub (Syn.: Leucanthemopsis minima (Vill.) Marchi): Sie kommt von Spanien über Frankreich, die Schweiz, Italien bis Liechtenstein und Österreich vor.[1]
  - Leucanthemopsis alpina subsp. tatrae (Vierh.) Holub (Syn.: Leucanthemopsis tatrae (Vierh.) Holub): Sie kommt in Polen, Rumänien, in der Slowakei vor. Ein Vorkommen in der Ukraine gilt als nicht gesichert.[1]
  - Leucanthemopsis alpina subsp. tomentosa (Loisel.) Heywood (Syn.: Leucanthemopsis tomentosa (Loisel.) Holub): Sie kommt wohl nur in Korsika vor. Ein Vorkommen in Spanien gilt als nicht gesichert.[1]
- Leucanthemopsis flaveola (Hoffmanns. & Link) Heywood (Syn.: Chrysanthemum flaveolum (Hoffmanns. & Link) Cout.): Sie kommt in Portugal und in Spanien vor.[1] Die Chromosomenzahl beträgt 2n = 36.[2]
- Leucanthemopsis longipectinata (Font Quer) Heywood (Syn.: Leucanthemum longipectinatum Font Quer): Sie kommt in Marokko vor.[1]
- Leucanthemopsis pallida (Miller) Heywood (Chrysanthemum pallidum Mill.): Sie kommt in drei Unterarten nur in Spanien vor.[1] Die Chromosomenzahl beträgt 2n = 36.[2]
  - Leucanthemopsis pallida (Mill.) Heywood subsp. pallida: Dieser Endemit ist kalkmeidend und kommt nur im zentralen Spanien vor.[2]
  - Leucanthemopsis pallida subsp. spathulifolia (J.Gay) Heywood (Syn.: Leucanthemopsis spathulifolia (J.Gay) Rivas Mart., A.Asensi, Molero Mesa & F.Valle, Pyrethrum spathulifolium J.Gay): Dieser Endemit kommt auf Kalk nur im südöstlichen Spanien vor.[2]
  - Leucanthemopsis pallida subsp. virescens (Pau) Heywood (Syn.: Tanacetum pallidum subsp. virescens (Pau) Heywood): Sie kommt auf Kalk im östlichen und zentral-östlichen Spanien vor.[2]
- Leucanthemopsis pectinata (L.) G.López & C.E.Jarvis (Syn.: Leucanthemopsis radicans (Cav.) Heywood, Chrysanthemum pectinatum L., Tanacetum radicans (Cav.) Sch. Bip.): Sie gedeiht oberhalb von 2500 Metern in Spanien nur in der Sierra Nevada[2] und kommt in Marokko vor.[1] Die Chromosomenzahl beträgt 2n = 18.[2]
- Leucanthemopsis pulverulenta (Lag.) Heywood (Syn.: Chrysanthemum hispanicum (Willk.) Dörfl., Chrysanthemum pulverulentum (Lag.) Pers., Pyrethrum hispanicum Willk., Pyrethrum pulverulentum Lag.): Sie kommt in zwei Unterarten auf der Iberischen Halbinsel vor:[1]
  - Leucanthemopsis pulverulenta (Lag.) Heywood subsp. pulverulenta: Sie kommt in Portugal und im nördlichen und zentralen Spanien vor.[2]
  - Leucanthemopsis pulverulenta subsp. pseudopulverulenta (Heywood) Heywood (Syn.: Leucanthemopsis pallida subsp. pseudopulverulenta (Heywood) O.Bolòs & Vigo): Sie kommt nur im östlichen und südöstlichen Spanien vor.[2]